# Aeroportul Nadym
Aeroportul Nadym (IATA: NYM, ICAO: USMM) este un aeroport din Districtul autonom Iamalia-Neneția, Regiunea Tiumen, Rusia ce deservește zona Nadîm⁠(d). Aeroportul a fost tranzitat în 2021 de 182.572 de pasageri. A fost numit după zona deservită.
Situat la o altitudine de 15 m, aeroportul dispune de o singură pistă.